# Кечмания 26
Кечмания 26 (на английски: WrestleMania XXVI, WrestleMania 26) е турнир на Световната федерация по кеч. Турнирът е pay-per-view и се провежда на 28 март 2010 г. на Юнивърсити ъф Финикс Стейдиъм в Глендейл, Аризона.

## Мачове
| #    | Мачове | вид на мача | Време |
| ---- | --- | --- | ----- |
| Дарк | Йоши Татсу победи като елиминира последно Зак Райдър                                                                            | Меле между 26 кечиста                                                                                              | 08:34 |
| 1    | ШоМиз (Грамадата и Миз) (c) победиха Джон Морисън и R-Truth                                                                     | Отборен мач, за отборните титли на федерацията                                                                     | 03:24 |
| 2    | Ренди Ортън победи Коди Роудс и Тед Дибиаси                                                                                     | Мач тройна заплаха                                                                                                 | 09:01 |
| 3    | Джак Суагър победи Крисчън, Мат Харди, Кейн, Дрю Макинтайър, Кофи Кингстън, Долф Зиглър, Шелтън Бенджамин, Ем Ви Пи и Евън Борн | Мач със стълби за Договора в куфарчето                                                                             | 13:44 |
| 4    | Трите Хикса победи Шеймъс | Сингъл мач | 12:09 |
| 5    | Рей Мистерио победи Си Ем Пънк (с Люк Галоус и Серена)                                                                          | Сингъл мач. Ако Мистерио загуби мача, той трябва да се присъедини в бандата на Си Ем Пънк – Straight Edge Society. | 06:30 |
| 6    | Брет Харт победи Винс Макмеън чрез предаване                                                                                    | Мач без правила с дървари (Lumberjack match) със специален съдия Брус Харт                                         | 11:09 |
| 7    | Крис Джерико (c) победи Острието                                                                                                | Сингъл Мач за титлата в тежка категория                                                                            | 15:48 |
| 8    | Мишел МакКул, Вики Гереро, Алиша Фокс, Лайла и Марис победиха Бет Финикс, Кели Кели, Мики Джеймс, Гейл Ким и Ив Торес           | Отборен мач между 10 диви                                                                                          | 03:26 |
| 9    | Джон Сина победи Батиста (c) чрез предаване                                                                                     | Сингъл Мач за титлата на федерацията                                                                               | 13:31 |
| 10   | Гробаря победи Шон Майкълс | Рекорд срещу Кариера                                                                                               | 23:59 |